# Véronique Brouquier-Reddé
Pour les articles homonymes, voir Reddé.
Véronique Brouquier-Reddé, née le 28 mai 1957 à Paris, est une escrimeuse française. Membre de l'équipe de France de fleuret, elle est à deux reprises médaillée olympique.
Au-delà de sa carrière sportive, c'est une archéologue spécialisée dans l'architecture antique. Elle a travaillé sur de multiples sites en France et en Afrique du Nord.

## Carrière archéologique
Elle est docteur de l'Université Paris-Sorbonne en 1984 tout en ayant intégré le CNRS en 1982 comme stagiaire, avant de devenir ingénieur d'étude de deuxième classe en 1985 puis chargée de recherche de première classe en 1994. Elle est notamment spécialiste du Maghreb antique.
Véronique Brouquier-Reddé est membre du Conseil national de la recherche archéologique depuis 2012.

## Palmarès

### Jeux olympiques
- Médaille d'or en fleuret par équipe aux Jeux olympiques d'été de 1980 aux côtés de Isabelle Boéri, Pascale Trinquet, Brigitte Gaudin et Christine Muzio.

- Médaille de bronze en fleuret par équipe aux Jeux olympiques d'été de 1984 aux côtés de Pascale Trinquet, Brigitte Gaudin, Anne Meygret et Laurence Modaine.

### Championnats de France
- 1re en 1982 et 1987 au fleuret.

## Distinctions
- Chevalière de la Légion d'honneur (2011) [1]
- Chevalière de l'ordre national du Mérite[1]
- Médaille de la jeunesse, des sports et de l'engagement associatif, or[1]